# Nersingen
Nersingen är en kommun och ort i Landkreis Neu-Ulm i Regierungsbezirk Schwaben i förbundslandet Bayern i Tyskland.